# Mariska Willems
Mariska Willems is een Belgisch voormalig acro-gymnaste. 

## Levensloop
Willems was actief bij Sportac'86.
Op de wereldkampioenschappen van 1988 te Antwerpen behaalde ze samen met An Van Maldeghem en Els De Jaeger een 4e plaats in de discipline allround.  Dit WK fungeerde tevens als Europese kampioenschappen waardoor ze brons behaalden in deze discipline.